# Kleine Metropolitaan
De Kleine Metropolitaan (Grieks: Μικρή Μητρόπολη, Mikri Mitrópoli, Παναγία Γοργοεπήκοος, Panaghia Gorgoepiikoös of Άγιος Ελευθέριος, Ágios Eleftherios) is een van de kleinste kerken ter wereld en staat in de Griekse hoofdstad Athene. Het bouwwerk is 7,5 meter breed en 11,5 meter lang.
De Kleine Metropolitaan staat aan het Mitrópolisplein, naast de Grote Metropolitaan (Megalí Mitrópoli).

## Geschiedenis
De kerk werd in de 13e eeuw gebouwd, in opdracht van Michael Choniates, de toenmalige bisschop van Athene.
Het was eeuwenlang de belangrijkste kerk van de stad.
In de periode van 1841 tot 1863 werd het gebouw gebruikt als bibliotheek.

## Bouwwerk
Hoewel het bouwwerk zo klein is, is het een mooi voorbeeld van Byzantijnse architectuur. Op de muren zijn reliëfs te vinden met voorstellingen uit de oudheid. Verder bevat het gebouw Korinthische kapittelen, Byzantijnse kruizen tekeningen van griffioenen en het familiewapen van de Villehardouins. Deze familie heeft lange tijd over Athene geheerst. Ook is een tekening van de dierenriem op de westgevel te vinden. De kerk is grotendeels uit marmer opgetrokken.

## Trivia
Het kerkje is niet het kleinste kerkje ter wereld. In Castillo de Colomares zou er een staan met een oppervlak van slechts 1,96 m².